# Ah, acest tineret
Ah, acest tineret (titlul original: în germană Oh, diese Jugend) este un film de comedie realizat în 1962 de regizorul Georg Leopold, protagoniști fiind actorii Peter Herden, Helga Raumer, Angelica Domröse și Claus Jurichs.
Filmul este cea de-a treia și ultima parte a seriei de filme ale familiei Bach, după Papas neue Freundin (Noua iubită a lui Papa, 1960) și Vielgeliebtes Sternchen (Starleta foarte iubită, 1961). În timp ce primele două părți au fost produse de DEFA la cererea DFF, a treia parte a fost o producție internă a acestui studiou.

## Rezumat
Din nou, există forfotă în familia Bach. De data aceasta, accentul este pus pe nora sa Irene și fiica ei, Sabine, în vârstă de 16 ani. Adolescenta s-a îndrăgostit de Otto Hecht. Tatăl Bach nu este foarte mulțumit de purtătorul de jachete de piele care conduce un moped. „Tânărul” pare să atragă în mod magic necazurile...

## Distribuție
- Peter Herden – Franz Bach
- Helga Raumer – Margarete Bach
- Angelica Domröse – Irene Bach
- Claus Jurichs – Klaus Bach
- Karin Schröder – Sabine Bach
- Ingolf Gorges – Otto „Pepe“ Hecht
- Horst Buder – Freddy Penner
- Joachim Fuchs – Sigi Strauch
- Josef van Santen – Maximilian Krone
- Paul Zeidler – Onkel Stange
- Eberhard Schaletzky – Täve Bach
- Klaus Adamski – Atze
- Gertrud Brendler – Zuschauerin